# Bornia longipes
Bornia longipes är en musselart som först beskrevs av William Stimpson 1855.  Bornia longipes ingår i släktet Bornia och familjen Lasaeidae. Inga underarter finns listade i Catalogue of Life.